# 게리 그라임스
게리 그라임스(Gary Grimes, 1955년 6월 2일 ~ )는 미국의 배우이다.
샌프란시스코에서 태어났다.

## 영화
- 거스 (1976년)
- 스파이크 갱 (1974년)
- US 마샬 (1973년)
- 클래스 44 (1973년)
- 카우보이 벤 (1972년)
- 42년의 여름 (1971년)